# 차드의 재외공관 목록

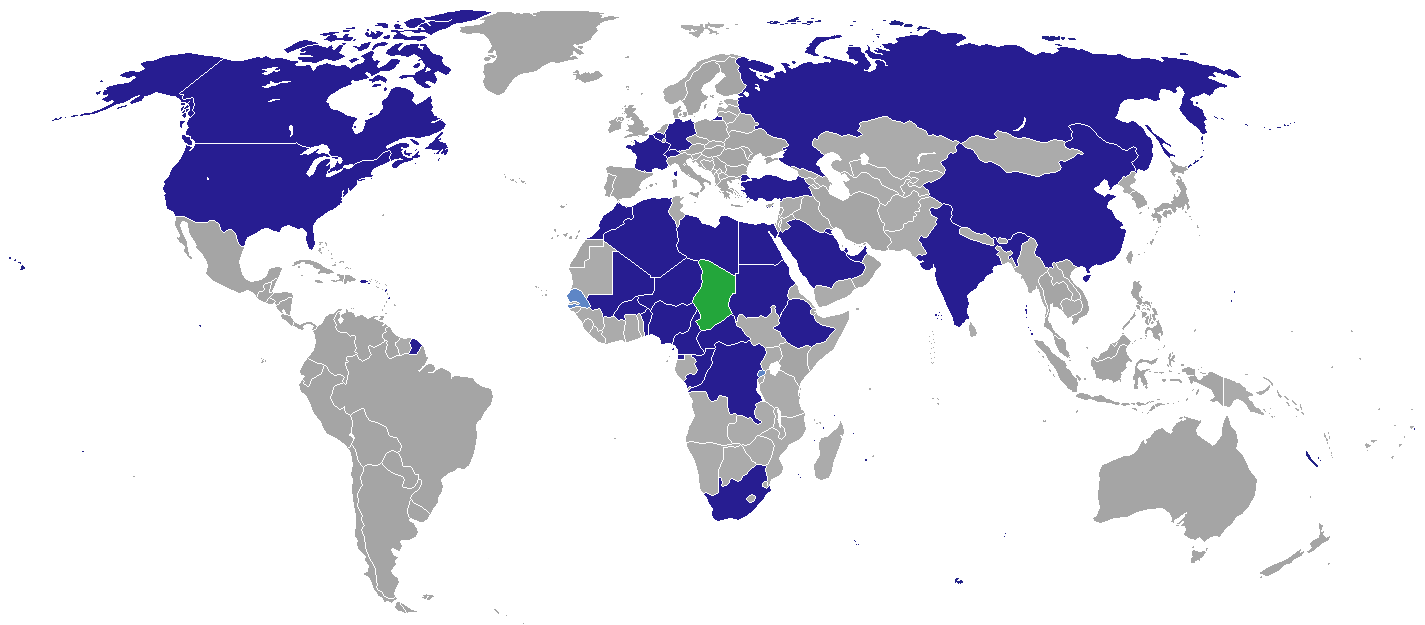
차드의 재외공관

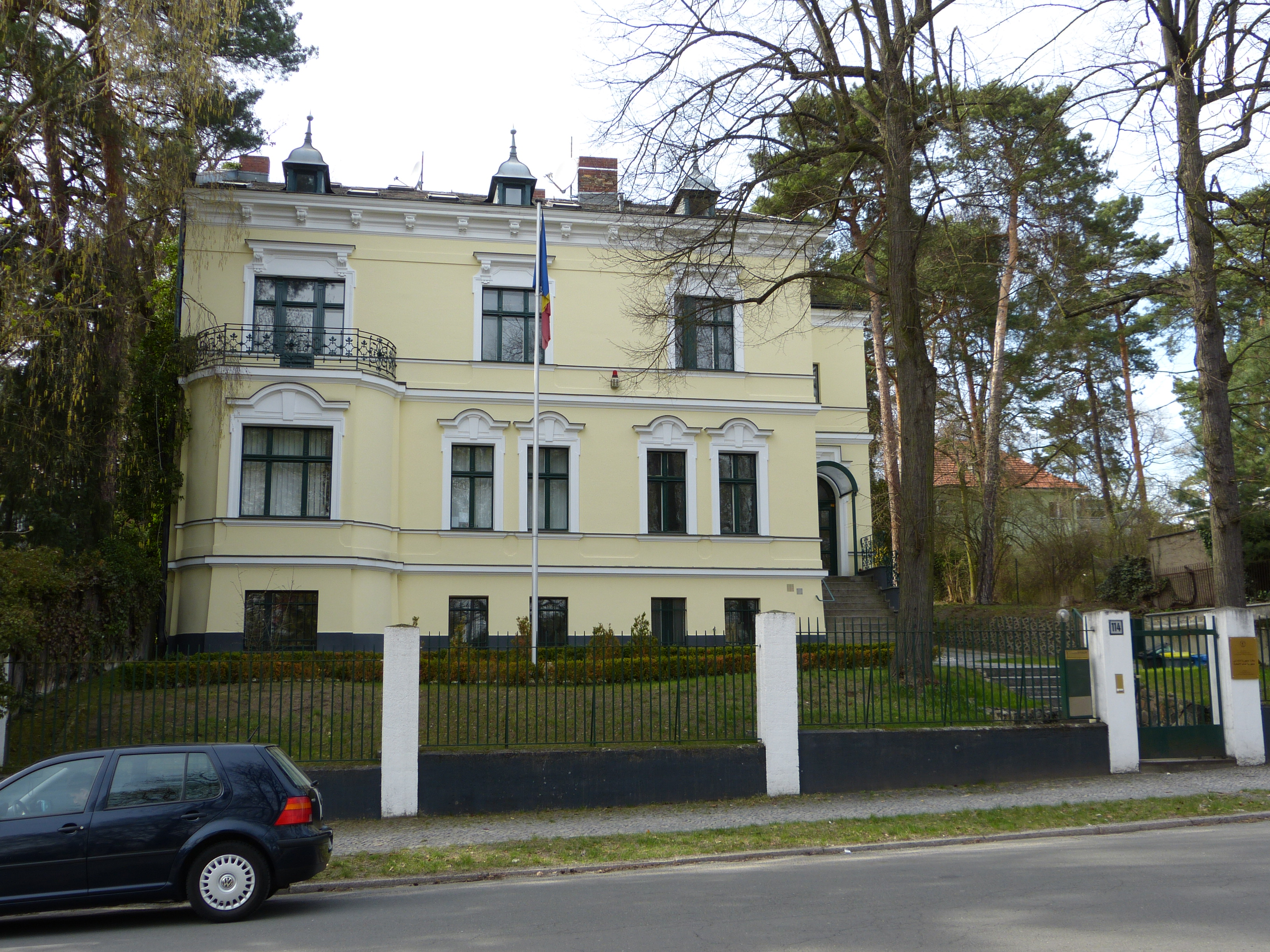
베를린 주재 차드 대사관

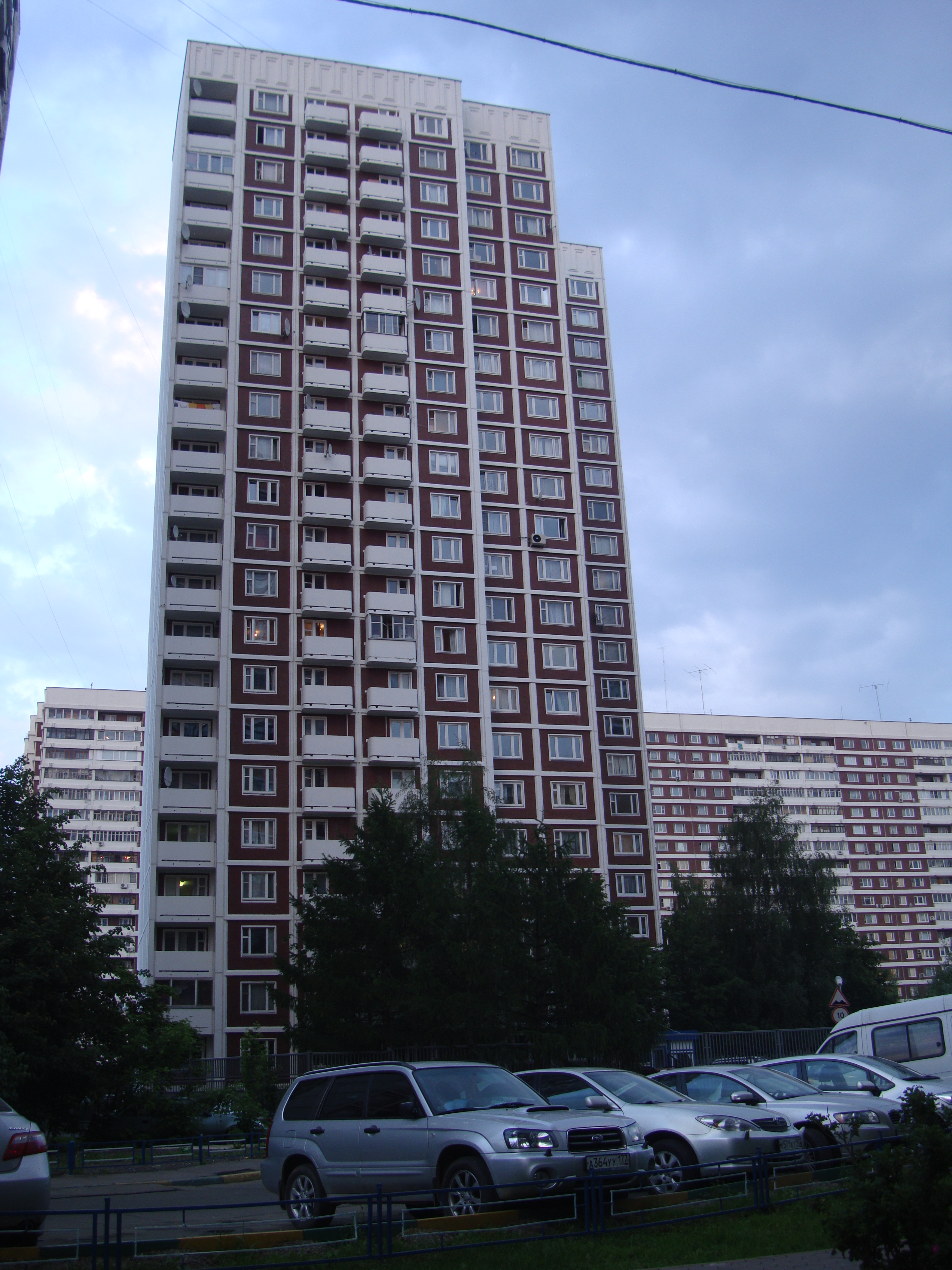
모스크바 주재 차드 대사관

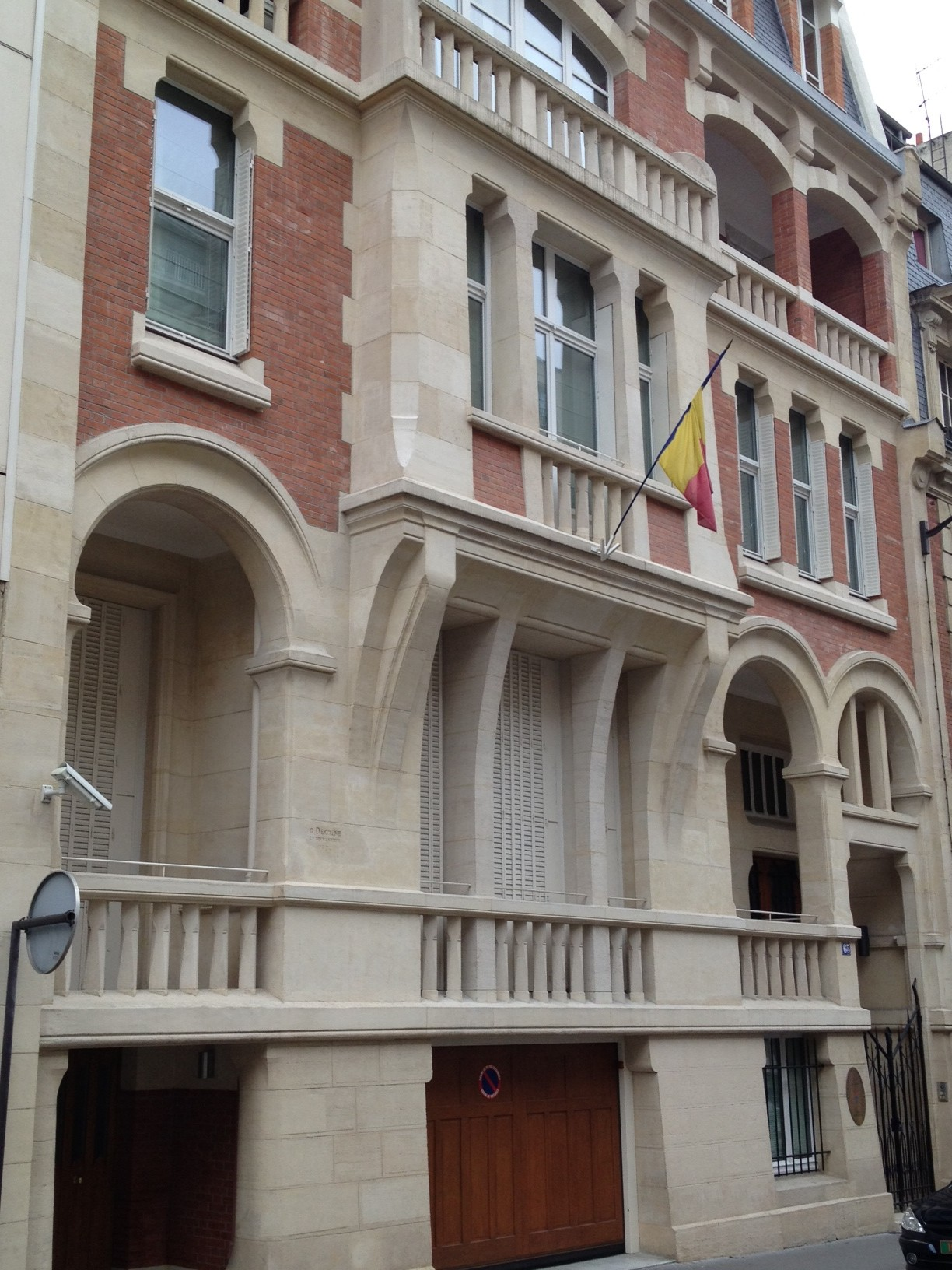
파리 주재 차드 대사관

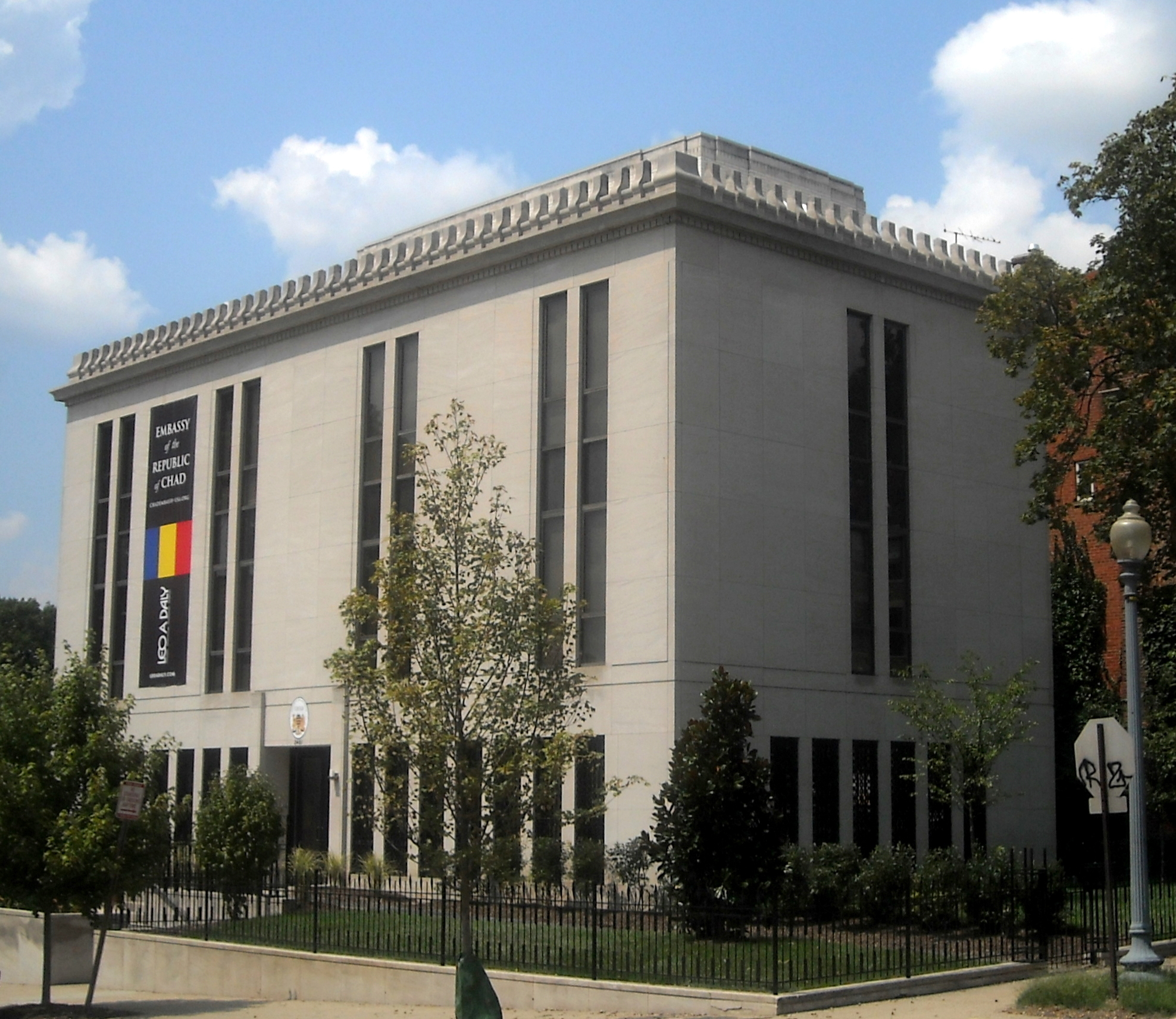
워싱턴 D.C. 주재 차드 대사관

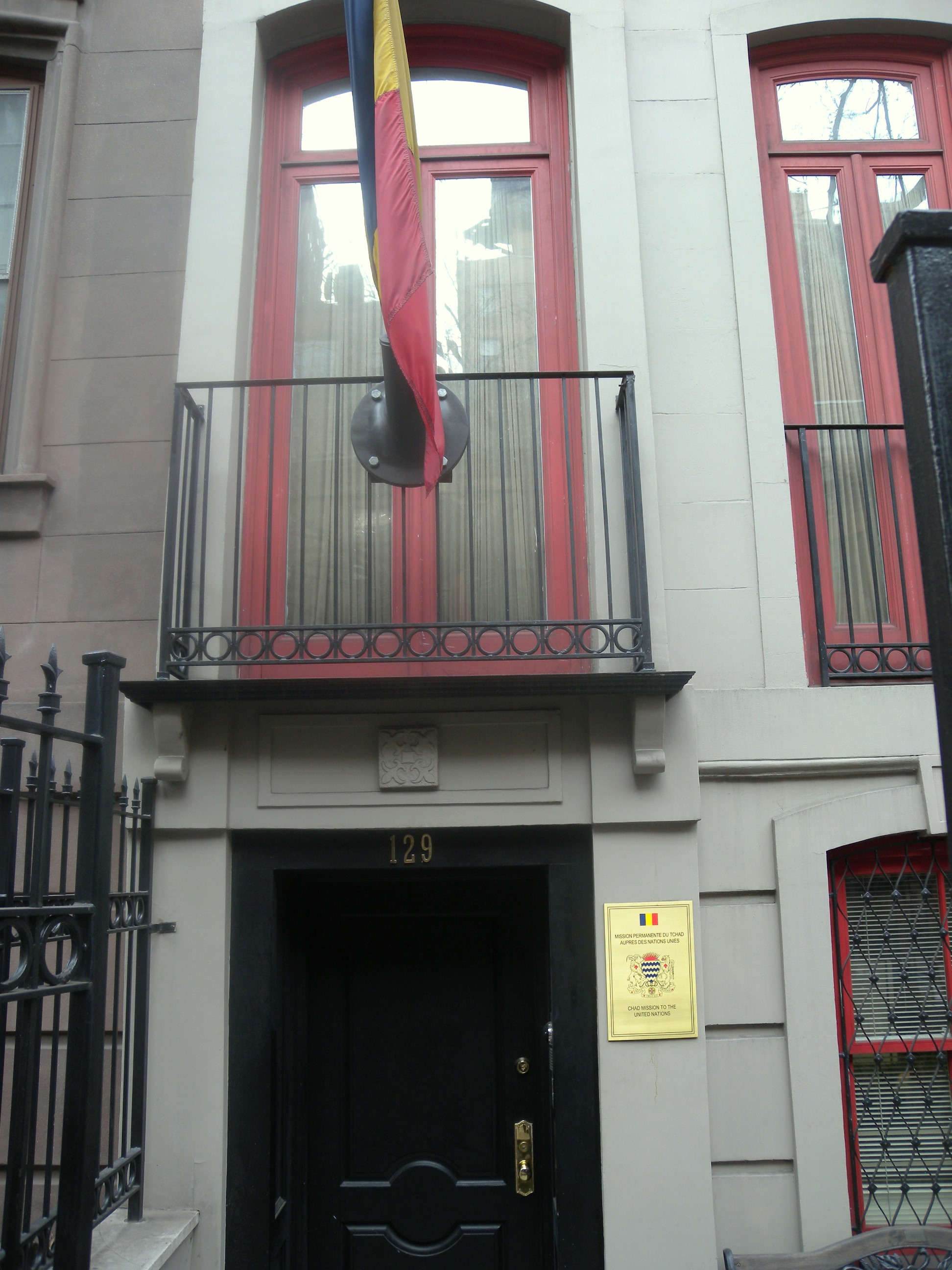
뉴욕에 위치한 UN 차드 정부 대표부

차드의 재외공관 목록은 차드 주재 대사관을 각국에 상주시켜 놓는 것을 의미하며 차드의 재외공관을 나열한 목록이다.

## 아프리카
- 알제리 : 알제 (대사관)
- 베냉 : 코토누 (대사관)
- 부르키나파소 : 와가두구 (대사관)
- 카메룬 : 야운데 (대사관), 두알라 (영사관)]], 가루아 (영사관)
- 중앙아프리카 공화국 : 방기 (대사관)
- 콩고 공화국 : 브라자빌 (대사관)
- 코트디부아르 : 아비장 (대사관)
- 콩고 민주 공화국 : 킨샤사 (대사관)
- 이집트 : 카이로 (대사관)
- 적도 기니 : 말라보 (대사관)
- 에티오피아 : 아디스아바바 (대사관)
- 가봉 : 리브르빌 (대사관)
- 리비아 : 트리폴리 (대사관)
- 말리 : 바마코 (대사관)
- 모로코 : 라바트 (대사관)
- 니제르 : 니아메 (대사관)
- 나이지리아 : 아부자 (대사관), 마이두구리 (영사관)
- 세네갈 : 다카르 (총영사관)
- 남아프리카 공화국 : 프리토리아 (대사관)
- 수단 : 하르툼 (대사관), 알주나이나 (총영사관)

## 아메리카
- 캐나다 : 오타와 (대사관)
- 미국 : 워싱턴 D.C. (대사관)

## 아시아
- 중화인민공화국 : 베이징시 (대사관)
- 인도 : 뉴델리 (대사관)
- 이스라엘 : 텔아비브 (대사관)
- 쿠웨이트 : 쿠웨이트시티 (대사관)
- 카타르 : 도하 (대사관)
- 사우디아라비아 : 리야드 (대사관), 지다 (영사관)
- 튀르키예 : 앙카라 (대사관)
- 아랍에미리트 : 아부다비 (대사관), 두바이 (총영사관)

## 유럽
- 벨기에 : 브뤼셀 (대사관)
- 프랑스 : 파리 (대사관)
- 독일 : 베를린 (대사관)
- 러시아 : 모스크바 (대사관)

## 대표부
- EU 차드 정부 대표부 : 브뤼셀
- UN 차드 정부 대표부 : 뉴욕, 제네바
- UNESCO 차드 정부 대표부 : 파리
- 아프리카 연합 차드 정부 대표부 : 아디스아바바